# Dr. Luigi
Dr. Luigi es un Videojuego de lógica desarrollado por Arika y Nintendo SPD y publicado por Nintendo para la consola Wii U en 2013, es el sexto juego de la serie Dr. Mario y es parte de la franquicia de Mario. El jugador debe limpiar un campo de virus invasores usando cápsulas de píldoras para eliminarlos, en forma de combinación de fichas. El título ofrece cuatro modos: «Operación L», que utiliza píldoras en forma de L; «Virus Buster», usando el Wii U GamePad y la Pantalla táctil; «Remedio retro» con el Dr. Mario estándar, y opciones de multijugador local y en línea.
Dr. Luigi ha sido creado para El año de Luigi, celebrando el 30 aniversario del personaje desde su creación en 1983. Su lanzamiento marcó la continuación de la celebración en el próximo año calendario de 2014. Se anunció a través de un Nintendo Direct en diciembre y lanzado el 31 de diciembre de 2013 en América del Norte y 15 de enero de 2014 en todo el mundo. La recepción de la crítica ha sido promedio, con opiniones mixtas con respecto a sus diversos modos y críticas por su falta de innovación. El videojuego fue seguido por Dr. Mario: Miracle Cure en 2015, que incluye algunos de los elementos de este.

## Jugabilidad
Dr. Luigi es un videojuego de combinación de fichas, en cada ronda del juego, el jugador controla a Luigi para eliminar los virus colocados al azar. Las píldoras de colores aleatorios se dejan caer en la parte superior del campo, se distinguen por una botella, y puede girarlas en cuatro direcciones. Cuando cuatro o más mitades de cápsula o virus del mismo color se alinean en configuraciones verticales u horizontales, desaparecen. Cualquier cápsula flotante restante cae. El objetivo principal es completar niveles, eliminando todos los virus del campo. Se acaba el juego si estas llegan a la parte superior del campo. Las configuraciones ajustables incluyen la velocidad de caída de la cápsula o resaltar dónde aterrizará la cápsula en el campo.
El título incluye cuatro modos de juego: «Operation L», donde las cápsulas utilizadas se unen en forma de L para moverse a un ritmo más lento; «Virus Buster», un modo que también está en Dr. Mario & Germ Buster, que se juega sosteniendo el Wii U GamePad en posición vertical y usando la pantalla táctil para arrastrar y soltar las cápsulas; «Retro Remedy», que usa las reglas tradicionales de la serie y carece de los trucos del Operation L; y multijugador local y en línea. En este modo, cada usuario limpia su propio campo de virus antes que el oponente. La eliminación de múltiples virus o el inicio de reacciones en cadena puede hacer que caigan cápsulas adicionales en el campo del oponente. Uno gana un solo una partida al eliminar todos los virus o si el campo del oponente se llena. El primer jugador en ganar tres partidas gana en general.

## Desarrollo y lanzamiento
Dr. Luigi fue desarrollado por Arika, los desarrolladores de Dr. Mario & Germ Buster y Dr. Mario Express en 2008, y Nintendo SPD. La mayoría de los contenidos son jugabilidad reutilizada de juegos antiguos, como Virus Buster, que conserva un concepto similar de Online Rx, con la adición de gráficos y sonido actualizados. El tema principal es un remix del tema original de Dr. Mario de 1990, compuesto por Hirokazu Tanaka. El título se desarrolló para la celebración del Año de Luigi, que celebró el 30 aniversario desde su debut en 1983. El final anticipado de la celebración ha sido a fines de 2013, pero el presidente de Nintendo of America, Reggie Fils-Aimé, dijo que «habrá algunos productos del personaje para llevar su estandarte en el próximo año calendario». Dr. Luigi se anunció a través de un Nintendo Direct de diciembre y se lanzó el 31 de diciembre de 2013 en Norteamérica y el 15 de enero de 2014 a nivel internacional. Varios elementos del esta entrega, como la Operación L, se encuentran en su sucesora, Dr. Mario: Miracle Cure.

## Recepción
La recepción crítica del Dr. Luigi fue promedio, con una puntuación de 65/100 en el sitio web del agregador de reseñas Metacritic basado en 38 reseñas. En la primera semana de lanzamiento en Europa, ha sido el éxito de ventas número uno en el eShop de Wii U, por delante de F1 Race Stars y el relanzamiento de The Legend of the Mystical Ninja.
El nuevo truco, Operation L, recibió opiniones mixtas, principalmente relacionadas con sus adiciones simplistas al formato Dr. Mario. Heidi Kemps de GameSpot lo llamó «una decepción» debido a la naturaleza de gran tamaño de la forma que no permitía una ubicación específica. Por el contrario, el crítico de IGN, Scott Thompson, pensó originalmente que las píldoras en forma de L serían un «truco superficial», pero descubrió que era más entretenido que el título tradicional de la serie. Mike Futter de Game Informer a menudo jugaba Retro Remedy en lugar de Operation L debido en parte a la dificultad de los niveles de este modo generados aleatoriamente. A Chris Schilling de Eurogamer le gustó la función simple y la dificultad intensa opcional. Escribiendo para 4Players, Jens Bischoff lo llamó «prácticamente el único punto de venta único de la descarga» y que no era suficiente para justificar su precio de 15 dólares estadounidenses.
En comparación, Virus Buster es visto más positivamente por su naturaleza intuitiva. Futter disfrutó el cambio de ritmo, y cómo sacudió el videojuego pero mantuvo la misma mecánica. Thompson lo elogió por su naturaleza relajada y su música más relajante, como una alternativa menos estresante a los otros modos disponibles. Este modo es uno de los favoritos del crítico de Polygon Ben Kuchera, elogiado por ser «una forma más directa e intuitiva de controlar el juego » con un aumento constante de la dificultad. Kemps creía que Virus Buster se beneficiaba al usar el Wii U GamePad en lugar de un Wii Remote utilizado en la entrega anterior.
Los modos en línea se consideraron funcionales pero mediocres. Kemps lo criticó por la falta de contenido y la fácil navegación, pero dijo que las funciones eran, como mínimo, funcionales. Lee Meyer de Nintendo Life lo elogió por utilizar desventajas para nivelar el campo y porque el retraso era «inexistente» con un tiempo de inactividad mínimo entre rondas.
El Dr. Mario original se lanzó en 1990 después del éxito de Tetris y, según Schilling, la jugabilidad no se ha mantenido a la altura de los estándares modernos debido a la falta de cambios. También encontró que el precio era alto, pero lo consideró en parte debido a la naturaleza gratuita de Dr. Mario Online RX. Encontró que todos los modos, excepto el modo multijugador, eran demasiado repetitivos para jugar a largo plazo. Jeremy Parrish de USgamer compartió opiniones similares pero dijo que tenía más rejugabilidad en comparación con videojuegos anteriores, principalmente debido a la cantidad de modos disponibles. Meyer y Kuchera vieron pocos cambios en la fórmula, pero pensaron que el contenido aún funcionaba como un juego de rompecabezas agradable; según Kuchera, era «una colección de juegos de rompecabezas personalizable y satisfactoria, incluso si todo parece demasiado seguro».